# العلة (الرقة)
العلة قرية سورية تتبع ناحية مركز تل أبيض في منطقة تل أبيض في محافظة الرقة. بلغ عدد سكانها 422 نسمة في عام 2004 حسب إحصاء المكتب المركزي للإحصاء.